# Flyboys
Flyboys é um filme estadunidense, do gênero drama, de 2006, que se passa durante a Primeira Guerra Mundial. Estrelando James Franco, Martin Henderson, Abdul Salis, Jean Reno, Jennifer Decker, David Ellison e Tyler Labine. É dirigido por Tony Bill e foi escrito por David S. Ward, baseado no roteiro original de Phil Sears e Blake Evans.
O filme segue no alistamento, treinamento e experiências de combate de um grupo de jovens americanos que se voluntariaram para se tornarem pilotos de caça da Esquadrilha Lafayette, o 124 º esquadrão aéreo, formada pelos franceses em 1916. O esquadrão foi composta por 5 oficiais franceses e 38 voluntários americanos que queria voar e combater na I Guerra Mundial, durante os anos do conflito principal, 1914-1917, antes dos Estados Unidos se juntar à guerra contra as Potências Centrais.

## Trama
Um grupo de jovens norte-americanos vão para a França, por diferentes motivos pessoais, a lutar com o Serviço Aéreo Francês, L'Aéronautique militaire, durante a I Guerra Mundial antes da entrada dos EUA na guerra. Um dos personagens principais, Blaine Rawlings (James Franco), confrontados com o encerramento de seu rancho da família no Texas, decide se alistar depois de ver um noticiário de combate aéreo na França. Diletante Briggs Lowry (Tyler Labine) junta-se por causa de seu pai autoritário. o Lutador de Boxe e Afro-Americano Eugene Skinner (Abdul Salis), que tinha sido aceito como um atleta na França, foi motivada a "devolver" o seu país de adoção. Estes recrutas americanos estavam sob o comando do capitão francês Georges Thenault (Jean Reno), enquanto o veterano lutador aéreo Reed Cassidy (Martin Henderson), um colega americano, assumindo como seu mentor.
Durante o treinamento, o filme lida principalmente com as lutas de cada piloto tem com o voo exigente, mais tarde, o foco muda para a duelos aéreos que dominam as missões na linha de frente. Temas acordando, o preconceito racial, da vingança e do amor também são explorados. O filme termina com um epílogo que se relaciona os valores Esquadrilha Lafayette  para a vida real em que o filme foi baseado. Um toque de charme no filme é que o herói é dado um pequeno urso, que ele carrega como um amuleto de boa sorte. Esta é uma óbvia referência ao urso pequeno realizada como um amuleto de boa sorte por um piloto de "Wings", um filme mudo de 1927 sobre os Pilotos Americanos na I Guerra Mundial, que foi o primeiro filme a ganhar o Academy Award for Best Picture.

## Elenco
| Ator              | Papel              | Baseado em                    |
| ----------------- | ------------------ | ----------------------------- |
| James Franco      | Blaine Rawlings    | Frank Luke                    |
| Martin Henderson  | Reed Cassidy       | Raoul Lufbery                 |
| David Ellison     | Eddie Beagle       | Courtney Campbell e Bert Hall |
| Jennifer Decker   | Lucienne           | —                             |
| Tyler Labine      | Briggs Lowry       | Norman Prince                 |
| Abdul Salis       | Eugene Skinner     | Eugene Bullard                |
| Philip Winchester | William Jensen     | -                             |
| Jean Reno         | Cap. Thenault      | Georges Thenault              |
| Augustin Legrand  | Tte. Giroux        | —                             |
| Keith McErlean    | Vernon Toddman     | —                             |
| Michael Jibson    | Lyle Porter        | —                             |
| Gunnar Winbergh   | "Falcão Negro"     | -                             |
| Ian Rose          | Wolfert            | —                             |
| Todd Boyce        | Mr. Jensen         | -                             |
| Mac McDonald      | Sheriff Detweiller | -                             |
| Tim Pigott-Smith  | Mr. Lowry          | -                             |
| Lex Shrapnel      | Grant              |                               |

Ao escrever os rascunhos originais que formaram a base do roteiro final, Tony Bill fez um esforço para incorporar as aventuras da vida real de um número de americanos expatriados a I Guerra Mundial que serviu tanto na Esquadrilha Lafayette e Lafayette Flying Corps, apesar de pseudônimos foram utilizados por toda parte. A escolha de James Franco em uma característica de ação e aventura, na época era considerado uma pedra "stepping" a sua ascensão como jogador marquise e estrela de cinema.

## Produção
O filme foi rodado em diversos locais  no Reino Unido, principalmente na primavera de 2005, embora a fotografia principal continuou no verão.  As cenas foram filmadas em trincheira de Hatfield, Hertfordshire, no mesmo local utilizado para Band of Brothers e O Resgate do Soldado Ryan. O aeródromo e as cenas aéreas  foram filmadas sobre e acima RAF Halton (perto de Aylesbury) onde galpões, refeitórios e alojamentos oficiais foram construídas junto a Splash Covert Woods. Todos os cenários e adereços foram removidos quando as filmagens terminaram. Os tiros interior do castelo foram filmadas na feira dos oficiais da RAF de Halton, Halton House. Alguns interiores e trabalho de estúdio com tela verde foram filmadas na Elstree Film and Television Studios em Borehamwood, Hertfordshire.
O filme foi financiado privadamente fora do circuito normal do estúdio de Hollywood por um grupo de cineastas e investidores, incluindo o produtor Dean Devlin e o piloto David Ellison, filho de Larry Ellison do fundador da Oracle Corporation, ambos gastaram mais de US $ 60 milhões do seu próprio dinheiro para fazer  "Flyboys".
As quatro réplicas do Nieuport 17 que aparecem no filme foram construídas por uma empresa de aviação com sede fora de Kansas City, Missouri. As aeronaves utilizadas foram uma mistura de aviões autênticos (o Nieuport 17, que James Franco utilizou em toda as filmagens foi um avião de combate original da Kermit Weeks' collection na Flórida, especialmente trazidos para o filme) e réplicas, incluindo Nieuport 17s, um único Sopwith 1 1/2 Strutter 1 1 / 2 e um número de réplicas Fokker Dr.I .
Na preparação para o papel principal, James Franco teve aulas de voo. Todos os outros atores principais, com exceção de Jean Reno, foram filmadas de um avião real, em antecipação de usar as imagens aéreas nas cenas finais. (Reno nitidamente recusou a oferta, com um "Não, obrigado, eu tenho medo de voar." Admissão). Muito pouco diferente, Franco em um cockpit finalmente chegou à tela.

## Recepção
Os críticos em geral, deram opiniões desfavoráveis do filme baseado no diálogo banal e inconsistência da trama, apesar de aceitação do público foi mais indulgente com maior incidência nas cenas aéreas muito realista. O site Rotten Tomatoes, a partir de 25 de setembro de 2006, deu-lhe uma "estimativa" podre com um mero de 33% das opiniões positivas. O Google Movies forneceu uma média de 2,6 de 5 a 13 de Novembro de 2006. Comentadores Fundação, no entanto, o crédito do filme para as seqüências de ação emocionante no ar.
O filme estreou em quarto lugar nas bilheterias, com uma bilheteria total bruto de $17,770,614 dólares. Em 27 de dezembro de 2006, a Variety chamou uma das bilheterias 10 maiores do ano, citando uma queda estimada de US $ 90 milhões.